# Akşa
Der tuwinische Akşa war von 1934 bis 1944 die Währung der Tuwinischen Volksrepublik in Nordasien.
Nach der Erklärung der staatlichen Unabhängigkeit Tannu-Tuwas 1921 waren von 1925 bis 1933 der russische und sowjetische Rubel offizielle Zahlungsmittel der Volksrepublik. Die Banknoten wurden mit der Währungsangabe Lan überstempelt. Ein Rubel entsprach einem Lan. Von 1934 bis 1936 galt der mongolische Tögrög als offizielle Währung.
1936 wurde der tuwinische Akşa als eigene Währung eingeführt. Er war an den sowjetischen Rubel gebunden. Die auf Akşa lautenden Banknoten trugen die Jahreszahl 1935 bzw. 1940. Es wurden Banknoten zu 1, 3, 5, 10 und 25 Akşa ausgegeben. Als Motiv war auf allen Geldscheinen ein Bauer mit landwirtschaftlichem Gerät zu sehen.
1 Akşa war in 100 Kɵpejek unterteilt. Es gab Münzen zu 1, 2, 3, 5, 10, 15 und 20 Kɵpejek.